# Élections législatives guinéennes de 1974
Les élections législatives guinéennes de 1974 se déroulent le 27 décembre 1974 afin de renouveler les membres de l'Assemblée nationale de la Guinée.
La Guinée étant depuis l'indépendance un régime à parti unique sous l'égide du Parti Démocratique de Guinée-Rassemblement Démocratique Africain, celui-ci remporte à nouveau l'intégralité des sièges. Son dirigeant Ahmed Sékou Touré est quant à lui réélu au cours de l'élection présidentielle organisée simultanément,.

## Système électoral
L'assemblée nationale est alors un parlement unicaméral composé de 150 députés pourvus tous les sept ans au Scrutin de liste majoritaire, sans panachage ni vote préférentiel. 
Le parlement sortant, composé de 75 députés, avait été pourvu au cours de législatives organisées en 1998 en même temps que la présidentielle. Le mandat des députés était cependant de cinq ans, tandis que celui du président était de sept. Le gouvernement entreprend alors de les faire s'aligner sur une même durée. En 1973, le mandat de l'assemblée en fonction est prorogé, et une réforme constitutionnelle est votée le 14 décembre 1974. Celle-ci augmente notamment de deux ans le mandat des députés, et en double le nombre, portant leur total à 150. L'age minimal requis pour être candidat aux élections législatives est quant à lui abaissé de 21 à 18 ans. Le rôle du Parti démocratique de Guinée est également accentué, celui ci exerçant officiellement un « contrôle  souverain  et  exclusif  sur  tous  les  secteurs  de  la  vie  nationale ».
Les électeurs votent pour une seule liste de candidats dans une unique circonscription électorale recouvrant l'ensemble du territoire national. Le Parti Démocratique de Guinée, affilié au Rassemblement Démocratique Africain étant le seul parti légal, la liste de candidats composée par le parti est la seule qui leur soit proposée,.
L'âge d'obtention du droit de vote est de 18 ans. Les candidats ne peuvent pas être fonctionnaires. Le comité central du PDG-RDA désigne ses candidats le 13 décembre 1974, soit 47 représentants des services  publics, 4  représentants de la Confédération nationale des travailleurs de Guinée, 4 représentants de la Jeunesse de la révolution démocratique africaine, 5  représentants de l'Union révolutionnaire des femmes de Guinée, et enfin 90  membres de l'administration, choisi de manière à représenter 30 régions géographiques du pays. Sur le total de candidats, 25 sont des femmes. Cette nouvelle répartition par secteur d'activité est, selon une allocution du président Sekou Touré devant le Conseil national de la révolution, « destinée à donner au peuple plus de possibilités de s'exprimer »,.

## Résultats
L'assemblée élue prend ses fonctions le 3 janvier 1975 pour sept ans. Elle sera néanmoins dissoute de manière anticipée en 1980 à la suite de la fusion du parti et des organes de l'État sous un modèle socialiste, le pays étant par ailleurs rebaptisé « République populaire et révolutionnaire de Guinée ».
|                          |                                            |           |       |        |     |  |  |  |  |  |  |  |  |  |
| Parti                    | Parti                                      | Votes     | %     | Sièges | +/– |  |  |  |  |  |  |  |  |  |
|                          | Parti démocratique de Guinée-RDA (PDG-RDA) | 2 432 129 | 100   | 150    | 75  |  |  |  |  |  |  |  |  |  |
|                          |                                            |           |       |        |     |  |  |  |  |  |  |  |  |  |
| Total                    | Total                                      | 2 432 129 | 100   | 75     | 75  |  |  |  |  |  |  |  |  |  |
| Abstentions              | Abstentions                                | 4 356     | 0,18  |        |     |  |  |  |  |  |  |  |  |  |
| Inscrits / participation | Inscrits / participation                   | 2 436 485 | 99,82 |        |     |  |  |  |  |  |  |  |  |  |